# Moucherolle à côtés olive
Contopus cooperi
Ne doit pas être confondu avec Moucherolle olive ou Moucherolle à poitrine olive.
Espèce
Statut de conservation UICN

 NT  : Quasi menacé
La Moucherolle à côtés olive (Contopus cooperi), appelé également Pioui à côtés olive, est une espèce d'oiseau appartenant à la famille des Tyrannidae.

Cette espèce est en danger du fait de la perte d'habitats et de la modification des pratiques de gestion forestière, de la dégradation de l'écosystème et de la pollution (effluents agricoles et forestiers).

## Description
La moucherolle à côtés olive a le dessus noir cendré, la tête foncée, les ailes et la queue noirâtres avec de légères finitions blanchâtres sur l'extérieur des secondaires. Le dessous est noir cendré, la gorge, le milieu de la poitrine et l'abdomen sont blanc crème avec une large tache blanche de chaque côté du croupion sous les ailes, les flancs sont olive. Le dessous des ailes est gris cendré.

## Répartition

Carte de répartition
Aire de nidification
Voie migratoire
Aire d'hivernage

La moucherolle à côtés olive est présente au nord-ouest de la Bolivie*, au nord-ouest et à l'est (présence isolée) du Brésil*, en Colombie, au sud (présence isolée) du Costa Rica*, à Curaçao, en Équateur*, au Salvador, au Groenland, au Guyana*, en Guyane*, au Guatemala (à l'exception de l'extrême nord), au Honduras, au Nicaragua, au centre et à l'est du Panama*, aux Pays-Bas caribéens, dans la partie ouest du Pérou*, à Saint-Martin, au Surinam*, à Trinité-et-Tobago*, au Venezuela*. Elle est uniquement de passage dans la moitié sud du Belize et à Saint-Pierre-et-Miquelon. Son aire de reproduction s'étend au Canada, au sud et à l'ouest (présence isolée) du Mexique et à l'ouest des États-Unis.

(*) L'espèce ne s'y reproduit pas.

## Habitat
Cette espèce fréquente les forêts de types variés spécifiquement plantées d'arbres à semence.

## Sous-espèces
D'après la classification de référence (version 7.2, 2017) du Congrès ornithologique international, cette espèce ne compte pas de sous-espèces. 